# Vézelise
Vézelise – miejscowość i gmina we Francji, w regionie Grand Est, w departamencie Meurthe i Mozela.
Według danych na rok 1990 gminę zamieszkiwało 1391 osób, a gęstość zaludnienia wynosiła 260 osób/km² (wśród 2335 gmin Lotaryngii Vézelise plasuje się na 286. miejscu pod względem liczby ludności, natomiast pod względem powierzchni na miejscu 979.).